# Podivka, Kahovka
Podivka (în ucraineană Подівка) este un sat în comuna Kalînivka din raionul Kahovka, regiunea Herson, Ucraina.

## Demografie
Componența lingvistică a localității Podivka
     Ucraineană (92,05%)
     Rusă (7,17%)
     Alte limbi (0,58%)
Conform recensământului din 2001, majoritatea populației localității Podivka era vorbitoare de ucraineană (92,05%), existând în minoritate și vorbitori de rusă (7,17%).